# Аделунг, Иоганн Кристоф
Иоганн Кристоф А́делунг (нем. Johann Christoph Adelung; 8 августа 1732, Шпантеков — 10 сентября 1806, Дрезден) — немецкий филолог, представитель немецкого Просвещения, сыграл огромную роль в нормализации и унификации немецкого литературного языка, труды Аделунга непосредственно предшествовали развитию в Германии научного языкознания.

## Биография
Родился 8 августа 1732 года в общине Шпантеков (недалеко от Анклама) в Померании в семье пастора Иоганна Пауля Аделунга (?—1759). Его мать Регина Софи, урожденная Лопер (?—1782), была дочерью пастора из соседнего Даберкова.
В 1752—1758 годах изучал евангелическую теологию в Галльском университете под руководством Баумгартена. В 1756 году Аделунг стал сооснователем местной масонской ложи «Philadelphia zu den drei goldenen Armen», и был первым секретарём ложи. Следовательно, в масоны он должен был быть принят раньше.
В 1758 году был назначен преподавателем евангелической гимназии в Эрфурте. В 1765 году переехал в Лейпциг, сотрудничал с лейпцигскими газетами и журналами, работал редактором и корректором, занимался переводами и самостоятельными историко-филологическими изысканиями. В 1782—1784 годах издавал «Журнал немецкого языка» (Magazin für die deutsche Sprache). В Лейпциге с 1774 года Аделунг сдал издавать свой грамматико-критический словарь Grammatisch-kritisches Wörterbuch der hochdeutschen Mundart, благодаря которому он стал известен в научном мире. Он стал членом Немецкого общества в Мангейме в 1784 году, Немецкого общества в Лейпциге в 1785 году, иностранным членом Королевской прусской академии наук в 1787 году и членом Немецкого общества в Кёнигсберге в 1793 году.
В 1787 году получил в Дрездене место главного библиотекаря частной библиотеки курфюрста Саксонии Фридриха Августа I, которое и занимал до самой смерти. В 1793 году Аделунг также взял на себя обязанности библиотекаря в частной библиотеке курфюрста Фридриха Августа III.
Cкончался 10 сентября 1806 года в Дрездене.
Племянником И. К. Аделунга был поселившийся в России историк, археолог и библиограф, в дальнейшем член-корреспондент Петербургской Академии наук Фридрих Аделунг (1768—1843).

## Научная деятельность
В эссе «Опыт истории культуры человеческого рода» (нем. Versuch einer Geschichte der Cultur des menschlichen Geschlechts) (1782) развил данное им в «Грамматико-критическом словаре немецкого языка» просвещенческое определение культуры как деятельности по облагораживанию склонностей и способностей человека и народа, их самовоспитанию (точнее — само-образованию, приданию им идеального образа).
В труде «Митридат, или Всеобщее языкознание» (нем. Mithridates, oder allgemeine Sprachenkunde), первый том которого вышел в 1806 году, представлены языки и языковые системы мира на примере перевода «Отче наш» на почти 500 языков, диалектов и наречий (с более или менее подробными сведениями о каждом). Этот труд был предпринят с целью облегчить сравнение разных языков и установить их родство. Аделунг полагал, что таким образом можно выявить древнейшие корни слов. Тома II—IV этого труда были закончены и изданы учеником Аделунга Иоганном Северином Фатером в 1809—1817 годах.

## Избранные труды
- Glossarium manuale ad scriptores mediae et infimae latinitatis (1772—1784)
- Grammatisch-kritisches Wörterbuch der hochdeutschen Mundart (1774—1786; 2-е изд. 1793—1801)
- Deutsche Sprachlehre für Schulen (1781)
- Umständliches Lehrgebäude der deutschen Sprache (1782)
- Ueber den deutschen Styl (1785—1786)
- Geschichte der menschlichen Narrheit, oder Lebensbeschreibungen berühmter Schwarzkünstler, Goldmacher, Teufelsbanner, Zeichen- und Liniendeuter, Schwärmer, Wahrsager, und anderer philosophischer Unholden (1785—1789)
- Kleines Wörterbuch für die Aussprache, Orthographie, Biegung und Ableitung (1788; 2-е изд. 1790).
- Anweisung zur Orthographie" (1788)
- Gallerie der neuen Propheten … und Revolutionsprediger (1799)
- Directorium diplomaticum (1802)
- Aelteste Geschichte der Deutschen, ihrer Sprache und Litteratur, bis zur Völkerwanderung (1806)
- Mithridates, oder allgemeine Sprachenkunde (1806—1817, с дополнениями Иоганна Северина Фатера)